# Veerappan
Koose Muniswamy Veerappan (ur. ok. 18 stycznia 1952, zm. 18 października 2004) – przestępca indyjski (tamilski), oskarżany o kierowanie grupą przestępczą odpowiedzialną za około 120 zabójstw (w tym 44 policjantów) i liczne rozboje, jednocześnie popularny wśród uboższych sfer.
Kierowana przez niego grupa zajmowała się przemytem drzewa sandałowego i kości słoniowej, była oskarżana o związki z rebeliantami tamilskimi, porywała dla okupu członków bogatych rodzin. W 2000 głośna była sprawa porwania popularnego aktora Rajkumara; w 2002 ludzie Veerappana uprowadzili i zamordowali polityka Hannura Nagappę (członka rządu stanu Karnataka). Stał się najbardziej poszukiwanym przestępcą w Indiach.
Cieszył się popularnością wśród społeczności wiejskich, gdzie miał opinię współczesnego Robina Hooda. Wyróżniał się charakterystycznymi długimi wąsami oraz wojskowym mundurem.
Został zastrzelony w policyjnej zasadzce.